# Abibo
Abibo  è un nome proprio di persona italiano maschile.

## Varianti
- Maschili: Abibone[2]

### Varianti in altre lingue
- Arabo: حبيب (Ḥabīb)[3]
  - Femminili: حبيبة (Ḥabība)[3]
- Catalano: Abib[4], Habib[4], Abibó[4]
- Greco antico: ῎Αβιβος (Abibos), ῎Αββιβος (Abbibos)
- Latino: Abibus[1]
- Russo: Авив (Aviv)
- Spagnolo: Abibo[4], Abibón[4]

## Origine e diffusione
Nome di scarsissima diffusione, che richiama un martire del IV-V secolo; viene spesso indicato come di origine semitica (ebraica, araba o siriaca), derivante da una radice ḥbb ("amare") e avendo quindi il significato di "amato", analogo per semantica ad Armas, Agapito, Amato, Davide ed Erasmo. Il nome arabo moderno حبيب (Ḥabīb) è derivato da tale elemento. Secondo alcune fonti, tuttavia, tale correlazione sarebbe errata.

## Onomastico
L'onomastico ricorre il 2 settembre in ricordo di sant'Abibo, diacono e martire a Edessa sotto Licinio (precedentemente commemorato il 15 novembre con i santi Guria e Samona). Con questo nome si ricordano anche uno dei martiri persiani, ucciso a Bardiaboch con altri compagni, il 27 marzo, uno dei martiri di Samosata, ucciso sotto Massimiano, il 9 dicembre, e il figlio di Gamaliele, il 3 agosto.

## Persone

### Variante Habib
- Habib al-'Adli, politico egiziano

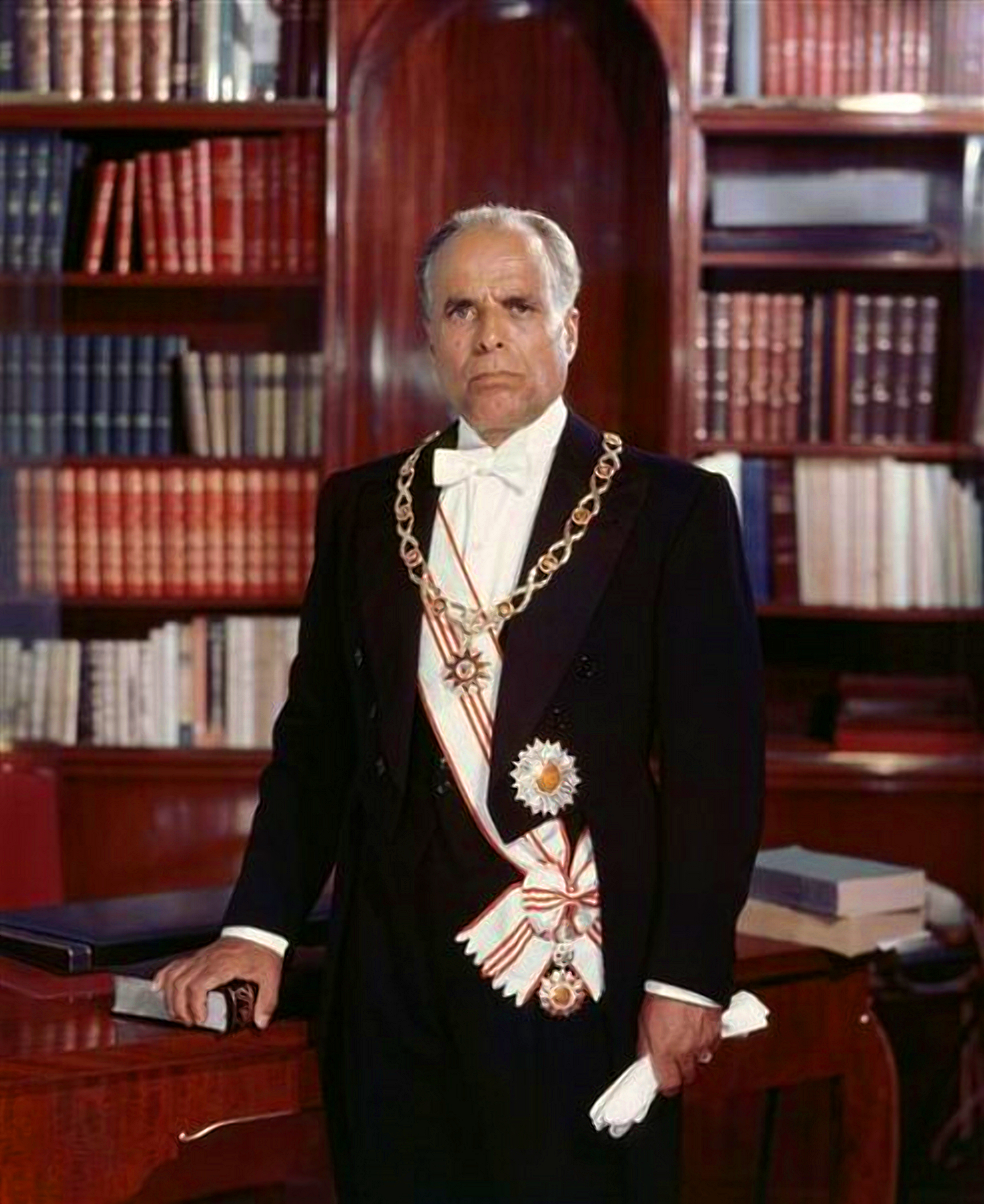
Habib Bourguiba

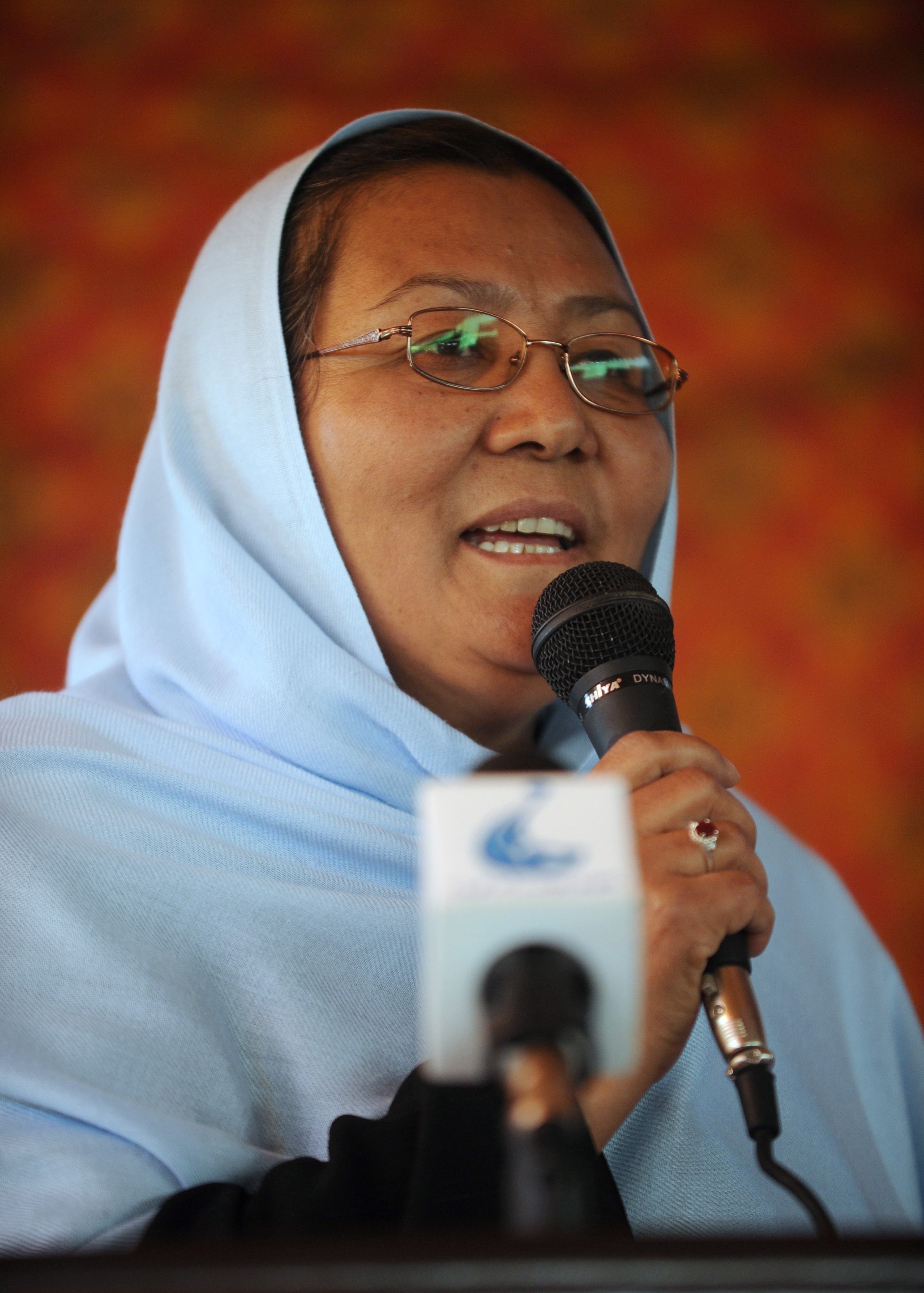
Habiba Sarabi

- Habib Baldé, calciatore francese naturalizzato guineano
- Habib Bamogo, calciatore burkinabé
- Habib Bellaïd, calciatore francese naturalizzato algerino
- Habib Beye, calciatore senegalese
- Habib Bourguiba, politico tunisino
- Habib Fardan, calciatore emiratino
- Habib Habibou, calciatore centrafricano
- Habib Khabiri, calciatore iraniano
- Habib Koité, cantautore e polistrumentista maliano
- Habib Mahfuz, dirigente di calcio a 5 brasiliano
- Habib Meïté, calciatore ivoriano
- Habib Mohamed, calciatore ghanese
- Kolo Touré, calciatore ivoriano
- Habib Yammine, musicista, compositore, musicologo e pedagogista libanese

### Variante femminile Habiba
- Habiba Ghribi, atleta tunisina
- Habiba Sarabi, politica afghana